# Villar del Olmo
Villar del Olmo är en kommun i Spanien.   Den ligger i den autonoma regionen Madrid, i den centrala delen av landet, 40 km öster om huvudstaden Madrid. Antalet invånare är 2 277 (2024).

## Sevärdheter
Iglesia de Nuestra Señora de la Antigua byggdes ursprungligen troligen på 1200-talet, men den största förändringen gjordes i mitten av 1500-talet. På 1700-talet blev kyrka ombyggd med ett korsarm och en obelyst kupol. Inuti finns en senbarock altartavla från 1700-talet.
Det finns fyra fontäner spridda över staden.
I berget Peña Rondán finns det många grottor med viktiga förhistoriska platser.